# Satsumasendai
Satsumasendai (japanisch 薩摩川内市, -shi) ist eine Stadt in der Präfektur Kagoshima in Japan.

## Geschichte
Bei der Gründung der Provinz Satsuma 702 war hier der Sitz der Provinzregierung.
Die heutige Gemeinde Satsuma-Sendai entstand am 12. Oktober 2004 aus der Zusammenlegung von Sendai, Hiwaki, Iriki, Tōgō Kedōin, sowie den Dörfern Kami-Koshikijima, Shimo-Koshikijima, Sato und Kashima der Koshikijima-Inseln.

## Verkehr
- Straßen:
  - Nationalstraße 3: nach Kitakyūshū oder Kagoshima
  - Nationalstraßen 267, 328, 504
- Zug:
  - JR Kyūshū-Shinkansen: Bahnhof Satsuma-Sendai
  - JR Kagoshima-Hauptlinie: nach Kokura oder Kagoshima

## Städtepartnerschaften
- Suzhou seit 1991

## Angrenzende Städte und Gemeinden
- Kagoshima
- Kirishima
- Izumi
- Hioki
- Ichiki-Kushikino
- Akune
- Satsuma
- Aira
- Kamou